# Ловранска Драга
Ловранска Драга је насељено место у саставу општине Ловран у Приморско-горанској жупанији, Република Хрватска.

## Историја
До територијалне реорганизације у Хрватској насеље се налазило у саставу старе општине Опатија.

## Становништво
На попису становништва 2011. године, Ловранска Драга је имала 50 становника.